# Голембевек-Новий
Голембевек-Новий (пол. Gołębiewek Nowy) — село в Польщі, у гміні Кутно Кутновського повіту Лодзинського воєводства.
Населення — 357 осіб (2011).
У 1975-1998 роках село належало до Плоцького воєводства.

## Демографія
Демографічна структура станом на 31 березня 2011 року:
|          | Загалом | Допрацездатний вік | Працездатний вік | Постпрацездатний вік |
| -------- | ------- | ------------------ | ---------------- | -------------------- |
| Чоловіки | 166     | 34                 | 118              | 14                   |
| Жінки    | 191     | 35                 | 116              | 40                   |
| Разом    | 357     | 69                 | 234              | 54                   |